# Boskalis
Boskalis est une entreprise néerlandaise qui fait partie de l'indice AMX. Créée en 1910, c'est une société maritime d'assistance aux projets offshore. Leader mondial, Boskalis N.V. est une société de services maritimes opérant dans le dragage offshore et sur terre. 
Ses principaux clients sont des compagnies pétrolières, les opérateurs portuaires, les gouvernements, les compagnies maritimes, les promoteurs de projets internationaux, les compagnies d'assurance et les sociétés minières.
Boskalis, en 2016, a près de 11 000 employés et opère dans plus de 75 pays sur les six continents.

## Historique
En septembre 2009, Boskalis tente d'acquérir pour 1,1 milliard d'euros Smit Internationale, mais son offre est refusée dans un premier temps, avant qu'une offre de 1,15 milliard d'euros soit acceptée en mars 2010.
En mars 2016, Boskalis obtient un contrat de dragage dans le cadre du projet de réalisation d'un pipeline de gaz sous-marin de 50 km à Abu Dhabi.
En 2019, Le navire de transport lourd Boka Vanguard a été utilisé comme cale sèche flottante pour les réparations du système de propulsion azipod du paquebot de croisière Carnival Vista (323 m de long, 133.596 tonnes) ,,,.
Le 29 mars 2021, Boskalis remet à flot le porte-conteneurs Ever Given, qui bloquait depuis plusieurs jours le canal de Suez.